# Поліптих з Санта-Марія-делле-Граціє
«Поліптих з Санта-Марія-делле-Граціє» (італ. Polittico di Santa Maria delle Grazie) — картина італійського живописця Вінченцо Фоппи створена у 1500 році. Зберігається у Пінакотеці Брера в Мілані (в колекцію дошки поступали в 1811, 1901 і 1912 роках).

## Опис
Оригінальне обрамлення поліптиха з церкви Санта-Марія-делле-Граціє в Бергамо було втрачене. Відповідно до останніх досліджень, поліптих був написаний близько 1500 року, що підтверджується характерним традиційним стилем, наприклад, великою кількістю золота.
Архітектурна композиція єдина, що дозволяє сприймати дошки комплексно. Фоппа будує два ряди з портиком і верхньою лоджією, зображуючи в перспективі кесонну стелю і підлогу, на якій поміщені святі. Сцена зі стигматами святого Франциска в центрі верхнього ряду відбувається у сільській місцевості поблизу Еремо-делла-Верна: з любов'ю написаний пейзаж різко вторгається в архітектурну споруду.
Головна сцена з Мадонною на троні розгортається на фоні склепінчастого приміщення, вибудуваного у перспективі. Незвичайний жест немовляти, яке торкається до струн лютні одного з янголів, порушує формальну суворість. Ансамбль доповнює вівтарна сходинка із зображенням картин дитинства Ісуса і зверху з образом Христа, що благословляє.